# Yoga surat shabda
 (septembre 2010).
Si vous disposez d'ouvrages ou d'articles de référence ou si vous connaissez des sites web de qualité traitant du thème abordé ici, merci de compléter l'article en donnant les références utiles à sa vérifiabilité et en les liant à la section « Notes et références ».
Le Surat Shabd Yoga est une forme de pratique spirituelle dans la tradition Sant Mat et autres traditions semblables. Surat est un mot sanscrit signifiant âme, shabd est « le Verbe » et yoga veut dire « union ». Le Verbe signifie la vibration primordiale du Dieu suprême. 
Il s'agit d'une technique de méditation utilisant la répétition mentale du « Simran ». Le « Simran » est l'un des 5 Noms que donne le Maître à son disciple lors de l'initiation. L'attention à la lumière et au « son divin » y est primordiale, des séances de groupe et une vie communautaire y sont possibles. 